# Spazio contraibile

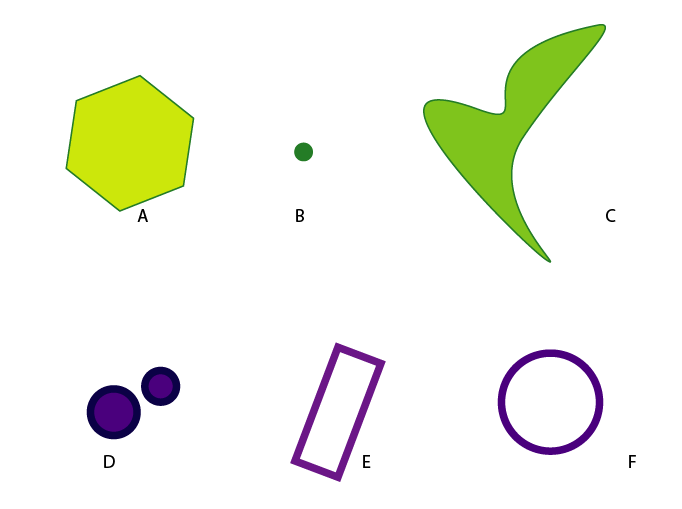
Illustrazione di alcuni spazi contraibili e non contraibili. Gli spazi A, B e C sono contraibili; gli spazi D, E e F non lo sono.

In matematica, uno spazio contraibile è uno spazio topologico su cui la funzione identità è omotopicamente nulla, cioè è omotopa a qualche funzione costante. Intuitivamente, uno spazio contraibile è uno spazio che può essere ridotto con continuità a un punto dello spazio stesso.

## Proprietà
Uno spazio contraibile è uno spazio che ha lo stesso tipo di omotopia di un punto. Ne consegue che tutti i gruppi di omotopia di uno spazio contraibile sono banali. Pertanto, qualsiasi spazio con un gruppo di omotopia non banale non può essere contraibile. Allo stesso modo, poiché l'omologia singolare è un invariante di omotopia, i gruppi di omologia ridotta di uno spazio contraibile sono tutti banali.
Per uno spazio topologico {\displaystyle X} le seguenti affermazioni sono equivalenti:
- {\displaystyle X} è contraibile (cioè la funzione identità è omotopicamente nulla);
- {\displaystyle X} è omotopicamente equivalente a uno spazio di un punto;
- {\displaystyle X} è un retratto per deformazione di un punto (tuttavia esistono spazi contraibili che non sono retratti per deformazione forti di un punto);
- per ogni spazio {\displaystyle Y} connesso per archi, due qualsiasi funzioni {\displaystyle f,g\colon Y\to X} sono omotope;
- per ogni spazio {\displaystyle Y,} qualsiasi funzione {\displaystyle f\colon Y\to X} è omotopicamente nulla.

Il cono su uno spazio {\displaystyle X} è sempre contraibile. Pertanto qualsiasi spazio può essere immerso in uno spazio contraibile (il che mostra anche che i sottospazi degli spazi contraibili non sono necessariamente contraibili).
Inoltre, {\displaystyle X} è contraibile se e solo se esiste una retrazione dal cono di {\displaystyle X} a {\displaystyle X.}
Ogni spazio contraibile è connesso per cammini e semplicemente connesso. Inoltre, poiché tutti i gruppi di omotopia superiori sono nulli, ogni spazio contraibile è n-connesso per ogni {\displaystyle n\geq 0.}

## Spazi localmente contraibili
Uno spazio topologico è localmente contraibile se ogni punto ha una base locale di intorni contraibili. Gli spazi contraibili non sono necessariamente localmente contraibili né è vero il viceversa. Ad esempio lo spazio pettine è contraibile ma non localmente contraibile (se lo fosse, sarebbe localmente connesso, cosa che non è). Gli spazi localmente contraibili sono localmente {\displaystyle n}-connessi per ogni {\displaystyle n\geq 0.} In particolare sono localmente semplicemente connessi, localmente connessi per cammini e localmente connessi.

## Esempi e controesempi
- Qualsiasi spazio euclideo è contraibile, così come qualsiasi insieme stellato in uno spazio euclideo.
- La varietà di Whitehead è contraibile.
- Le sfere di qualsiasi dimensione finita non sono contraibili.
- La sfera unitaria in uno spazio di Hilbert di dimensione infinita è contraibile.
- La casa con due stanze è un esempio standard di spazio contraibile.
- Il cono sull'orecchino hawaiano è contraibile (poiché è un cono), ma non è localmente contraibile né localmente semplicemente connesso.
- Tutte le varietà differenziabili e i CW-complessi sono localmente contraibili, ma non contraibili in generale.
- La circonferenza di Varsavia si ottiene "chiudendo" la curva sinusoidale del topologo mediante un arco che collega {\displaystyle (0,-1)} e {\displaystyle (1,\sin(1)).} È uno spazio unidimensionale i cui gruppi di omotopia sono tutti banali ma non è contraibile.